# 煤矿

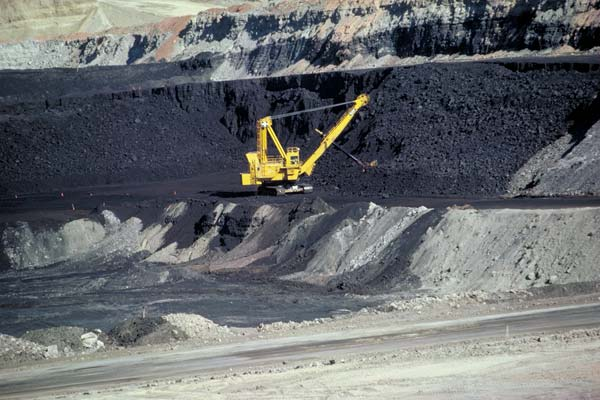
美國懷俄明州的露天開採煤礦

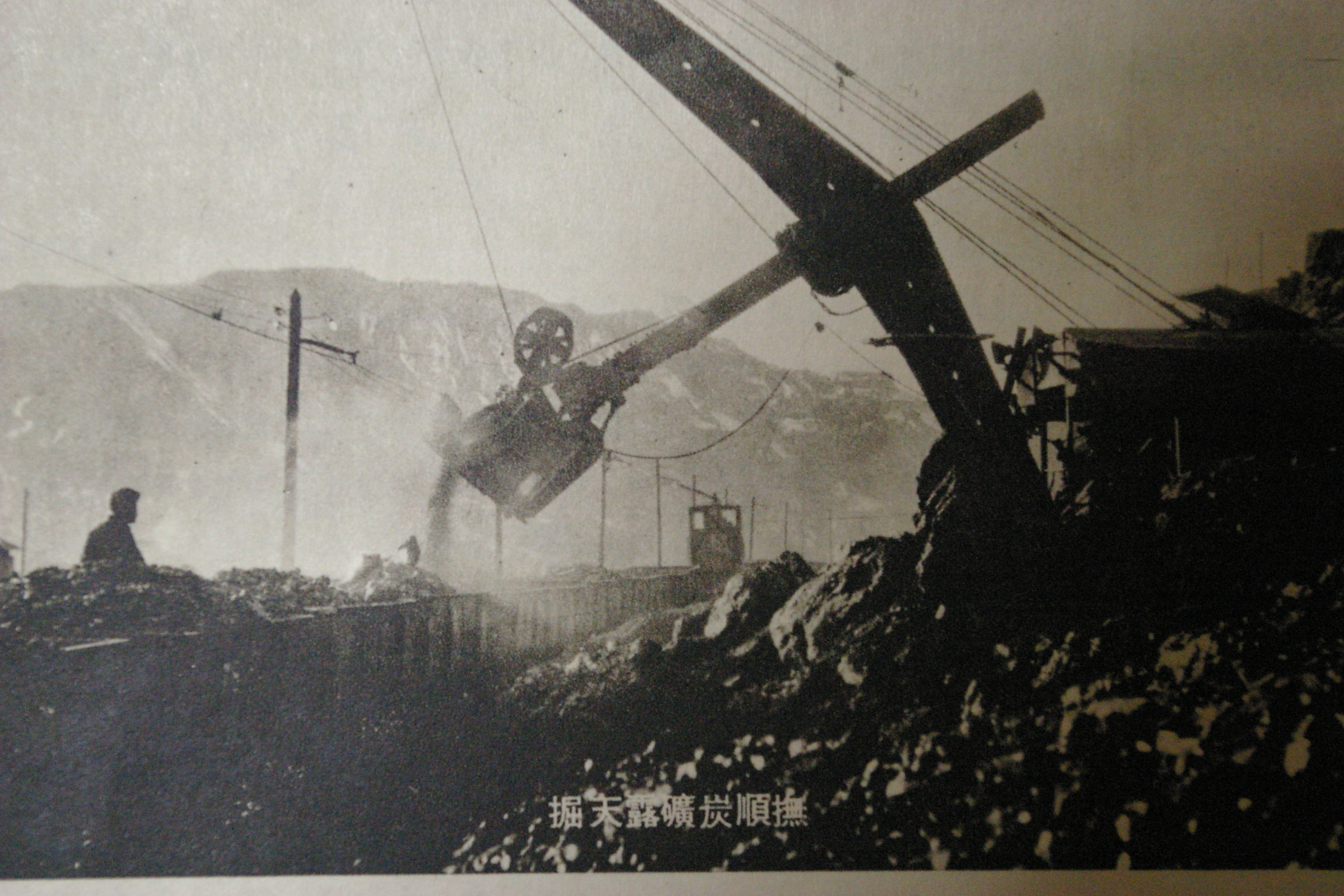
1940年代撫順煤礦

煤矿是指富含煤炭资源的地方，通常也指採用地下採掘或露天採掘方式生產煤炭的工厂。

## 煤矿类型

### 露天開採

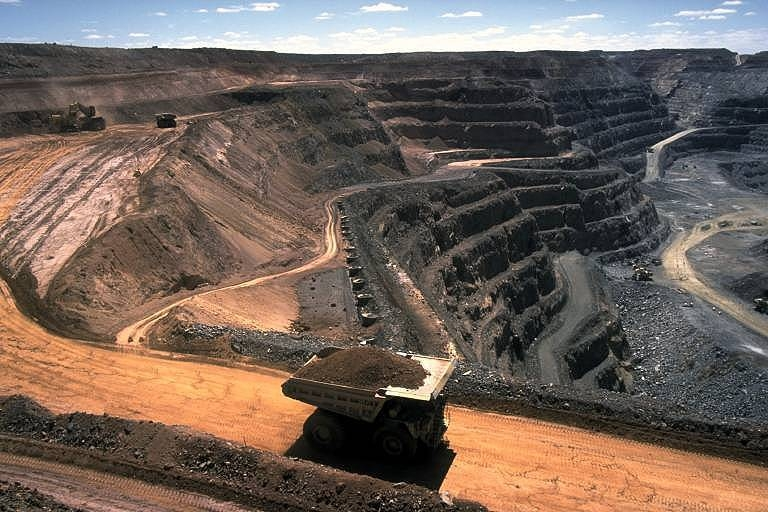
露天開採。

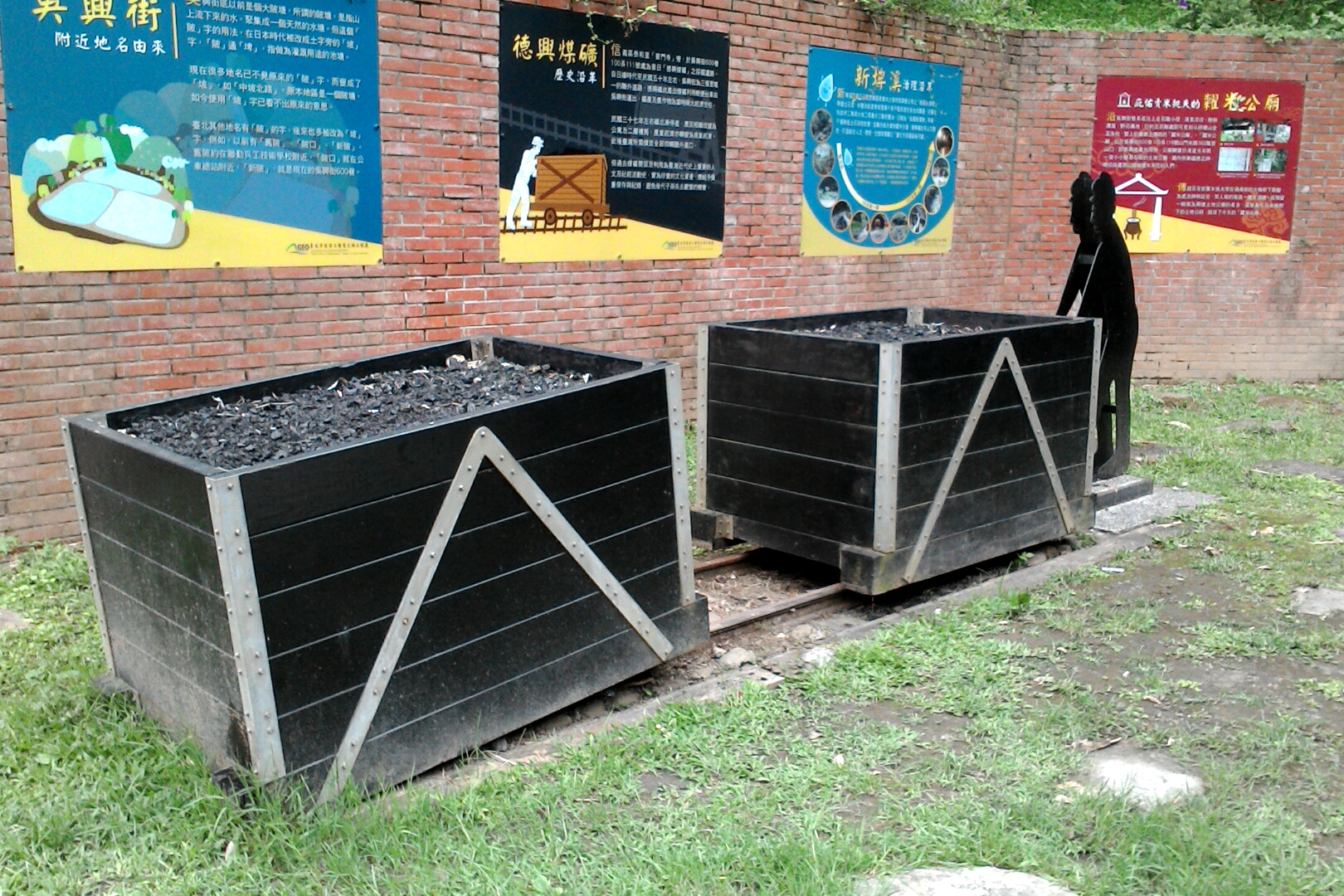
德興煤礦展示的運煤台車，台灣台北市。

當礦層接近地表時，使用露天開採的方式較為經濟。礦層上方的土稱為表土。在尚未開發的表土帶中埋設炸藥，接著使用挖泥機、挖土機、卡車等設備移除表土。這些表土則被填入之前已開採的礦坑中。表土移除後，礦層將會暴露出來；這時將礦塊鑽碎或炸碎，使用卡車將礦砂運往選煤廠做進一步處理。當礦石開採完畢，在隔壁重覆同樣的步驟。
露天開採的方式可比地下開採的方式獲得較大比率的煤礦，因為較多的礦層被利用。露天開採煤礦可以覆蓋數平方公里的面積。世界約40%的煤礦生產使用露天開採方式。

### 地下开采
大部份礦層均遠離地表，因此無法使用露天開採的方式。地下開採目前占世界煤礦生產的60%。采煤技术包括：开拓、掘进、支护、通风、排水、运输、提升、顶板管理等。形态分为立井、斜井、平峒。
开发时，通常把煤田划分为若干较小的部分，每一部分由一个矿井生产。划给一个矿井生产的煤田的一部分，称为井田。井田的走向长度一般为：小型矿井不小于1500米，中型矿井不小于4000米，大型矿井不小于7000米，综合机械化采煤矿井不小于10000米。在中国大陆的煤矿生产组织中，通常一个煤田组建为一个“矿务局”；矿务局下属若干个煤矿（矿井）。
共有四種主要的地下開採法：
- 長壁開採–長約300公尺以上的採掘面。一台精密的採礦機在礦層隧道中前後移動。鬆動的礦石掉入輸送帶中，並移到工作區域。
- 連續開採–利用一台有碳化鎢鑽頭的機器從礦層中刮下煤礦。在"房柱法"系統中操作–在一系列約10公尺的房間區域中工作。
- 爆破開採–傳統的開採方式。使用炸藥打碎礦層，將礦石收集放在礦車或運輸帶中。
- 短壁開採–使用連續開採的機器。類似長壁開採有著可移動的坑頂支撐。

从1960年代起，采煤机发展了四代：
- 固定滚筒式采煤机
- 单摇臂滚筒式采煤机
- 双摇臂滚筒式采煤机
- 电牵引采煤机

### 海底開採
- 中華民國第一座海底煤礦是臺北縣瑞芳鎮（今新北市瑞芳區）的建基煤礦，於1966年完成海底大斜坑開鑿工程，成為世界第四個開採海底煤礦的國家。
- 中國大陸首個海底煤礦是位於渤海灣的龍口礦業集團北皂煤礦，於2004年開始開採海底煤礦，成為繼英國、日本、美國、中華民國、澳大利亞之後，第六個海底採煤國家。

## 煤矿生產
煤礦在超過50個國家中商業開採。世界一年（2006年估計）約生產53億7000萬公噸的硬煤。2006年的前十大產煤國為：

| 前十大產煤國（2006年估計） |            |                 |       |
| 排名                       | 國家       | 產量 （百萬噸） | 比率  |
| 1                          | 中国       | 2482            | 46.2% |
| 2                          | 美国       | 990             | 18.4% |
| 3                          | 印度       | 427             | 8.0%  |
| 4                          |            | 309             | 5.8%  |
| 5                          | 南非       | 244             | 4.5%  |
| 6                          | 俄羅斯     | 233             | 4.3%  |
| 7                          | 印度尼西亞 | 169             | 3.1%  |
| 8                          | 波蘭       | 95              | 1.8%  |
| 9                          |            | 92              | 1.7%  |
| 10                         | 哥伦比亚   | 64              | 1.2%  |

| 主要煤炭出口國（2006年估計） |            |                 |
| 排名                         | 國家       | 數量 （百萬噸） |
| 1                            |            | 231             |
| 2                            | 印度尼西亞 | 129             |
| 3                            | 俄羅斯     | 92              |
| 4                            | 南非       | 69              |
| 5                            | 中国       | 63              |

| 主要煤炭進口國（2006年估計） |                  |                 |
| 排名                         | 國家             | 數量 （百萬噸） |
| 1                            | 日本             | 178             |
| 2                            |                  | 80              |
| 3                            | 中華民國（臺灣） | 64              |
| 4                            | 英国             | 51              |
| 5                            | 德国             | 41              |

世界上大部分國家都有煤礦儲藏。以目前的生產量與消費量，已探明的煤礦儲藏量估計可再使用147年。

## 歷史

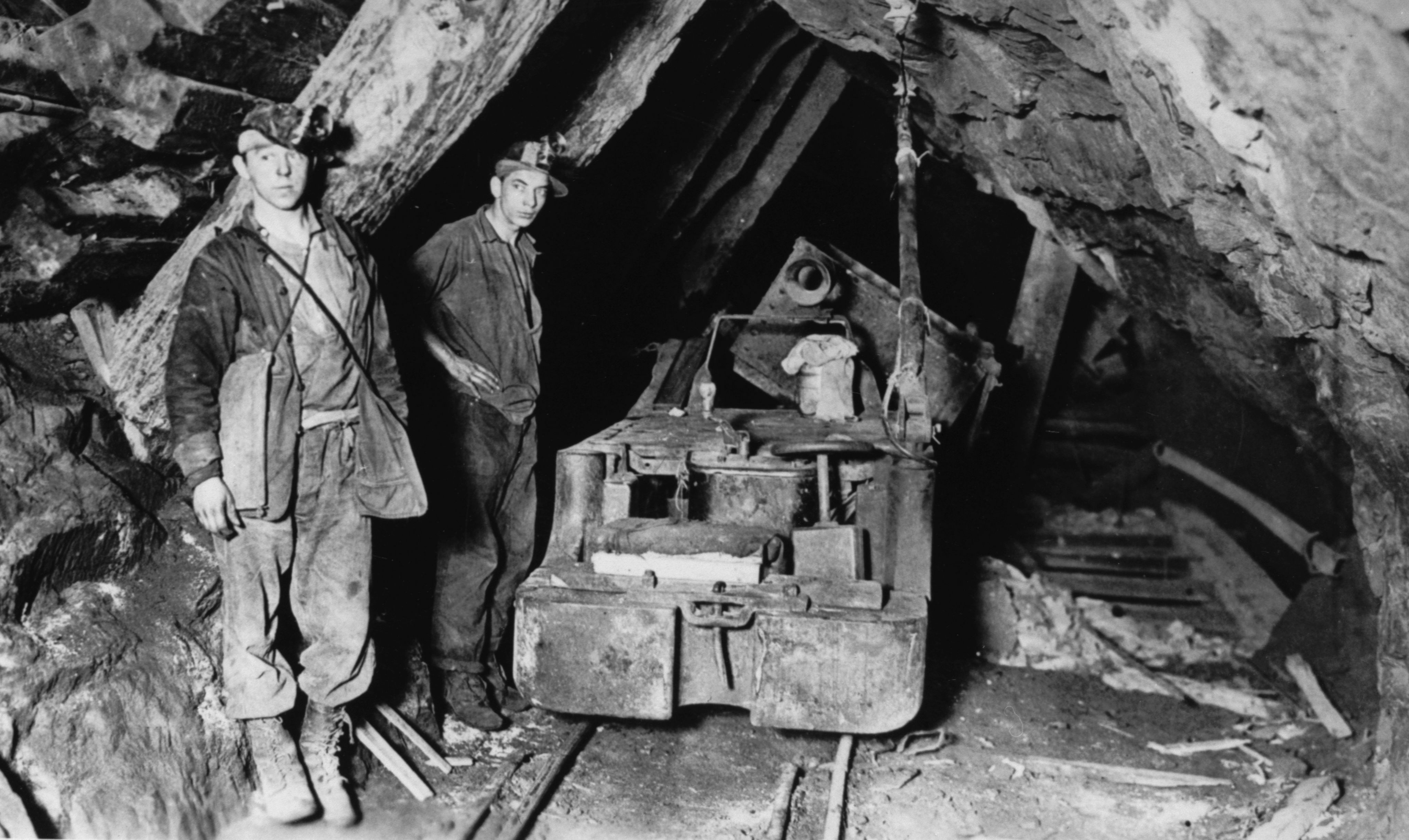
軌道上的搬運機車，1920年

早在新石器時代，人類便有使用煤的記錄。煤礦的主要用途是作為燃料。古代煤窑的采煤方法是手工开采。中国河南鹤壁发现的金、元时期的古煤井为圆形竖井，直径2.5m，井筒深46m，井下巷道最长100m，高1米余，无顶板支撑。
古代煤窑通常为“巷道式采煤法”，采掘不分，以掘代采。竖井延伸到可采煤层后，沿煤层走向和倾向挖掘煤层巷道；在巷道两壁开采出一个个煤峒，即“掌子面”。一般不回采，使用方形煤柱自然支撑顶板，扩散通风。煤炭回收率在20~30%。中国现在禁止巷道式采煤。
美國最早的商業煤礦位於維吉尼亞州的Midlothian，1748年開始開採。
煤炭成為18世紀工業革命中的主要能量來源，蒸汽火車、蒸汽船等開始成為工業國家中的主要交通運輸工具。同時煉鋼業也需要大量的煤礦。城市的照明、暖氣和烹調等也需要使用煤氣。英國在18世紀末發明了許多地下採煤的科技，以爆破采煤为主，進入了大規模商業開採的時代。挖煤的機器約在1880年代左右發明；在那之前，採礦需要以人工用鏟子或十字鎬挖掘。到了1912年，蒸汽挖土機科技方面的進步使得露天開採變得可能。
1940年代，英国、苏联开始生产使用采煤机，德国使用刨煤机，进入了机械化采煤时代。
煤炭在18世紀至1950年代是西方國家的主要工業和運輸能量來源。另一方面，石油的開採技術在20世紀初得到很大的發展，在美國、中東和印尼發現了大規模油田。石油作為燃料的優點多於煤炭。石油及其附屬品在1950年代以後開始成為主要的燃料。很快的蒸汽機被內燃機所取代。至20世紀末，煤炭在家庭、工業和運輸上很大的一部分被石油、天然氣、核能或可再生能源等所取代。

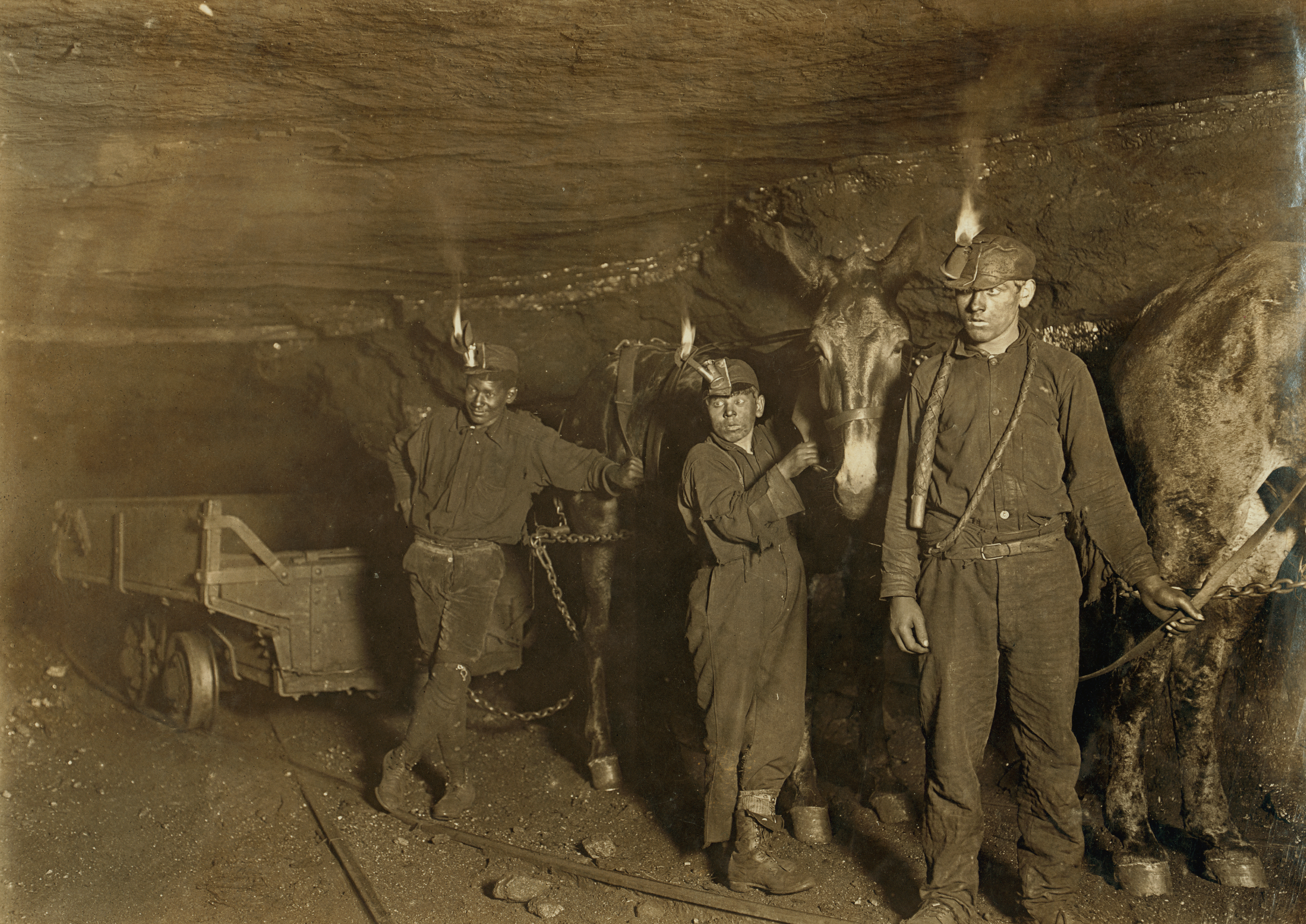
1908年美國的未成年礦工

自1890年開始，採煤也開始成為政治和社會上的爭議來源。使用童工、剝削礦工、惡劣的工作環境等使得工會開始形成，社會主義思想開始興起。另外，機器的大量使用也造成許多礦工失業，造成許多社會問題。環境標準的限制、西部大規模露天礦場的開採等，使得美國的地下採煤業在1970年代後急劇衰退。1914年最盛期時，美國有18萬名無煙煤礦工，到1970年只剩6千名。瀝青的工作從1923年70.5萬人的顛峰，下降到1970年的14萬人及2003年的7萬人。礦工聯合會（UMW）的活躍會員也由1980年的16萬人減少到2005年的1.6萬人。
1973年與1979年的兩次石油危機使得各國政府開始尋找替代能源。在開發核能、風力、太陽能等新能源的同時，煤炭的重要性也再度受到重視。
不過，自1970年代開始，環保意識抬頭，人們開始注意包括景觀破壞、空氣污染與其他燃燒煤炭所可能產生的問題等。和其他化石燃料比較，燃燒煤炭比石油或天然氣產生更多的二氧化碳、二氧化硫及氧化亞氮等溫室氣體，並可能是造成全球暖化及酸雨等問題的主要原因之一。
煤炭在今日仍是重要的能源，因為其經濟的價格和豐富的儲藏量，特別是用於發電。煤炭目前在中國是最重要的能源，2005年中國約有80%的能源來自於燃煤。2007年中國首度成為了煤炭進口國。

## 煤矿事故

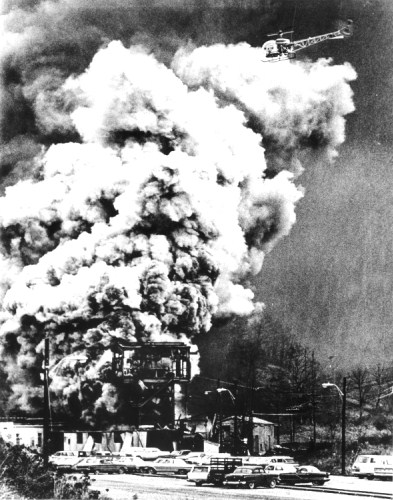
1968年美國西維吉尼亞州的Farmington礦難，共造成78人罹難

世界上最严重的矿难发生在1942年中国的日本佔領區「滿州國」，即本溪湖煤矿爆炸，共1549人死亡。

### 爆炸
煤層中經常伴隨沼氣（甲烷等）的存在。沼氣容易引起爆炸事故。因此在封閉的空間工作時，需要經常監測沼氣濃度。
若氣體中有一定濃度的粉塵，也有可能因為火星引起爆炸。粉塵體積細小，但表面面積大。若周圍空氣中有充足的氧，對於燃燒反應便會非常敏感。

### 氣體噴出
沼氣本身對人體無害，但在密閉的坑內可能造成缺氧，且有時伴隨著一氧化碳等有毒氣體。若大量的沼氣一次噴出，通常煤氣爆炸的可能性也迅速增加。

### 火災
煤礦事故中最壞的情況。與一般的火災不同，周圍有許多可燃物（煤）大量存在。若坑道被熱及煙堵住出口，同時發生缺氧的情況，通常會造成重大的傷亡。
在水底（海底、湖泊或水庫附近）的礦區坍塌時發生的事故。是比坑内火災更糟糕的情況，幾乎沒有生還的可能。大量洪水在很快的時間內將坑道吞沒，造成全體工作人員死亡。通常生還者無法救援、遺體無法回收，坑道也同樣被放棄。

## 環境影響
慢性肺部疾病，如塵肺病曾經在礦工中非常普遍，導致预期寿命減少。在一些採礦國家，塵肺病仍非常普遍；在美國一年約有4,000個黑肺病例（其中約1,500人為前礦工），中國則每年約有10,000個新病例。

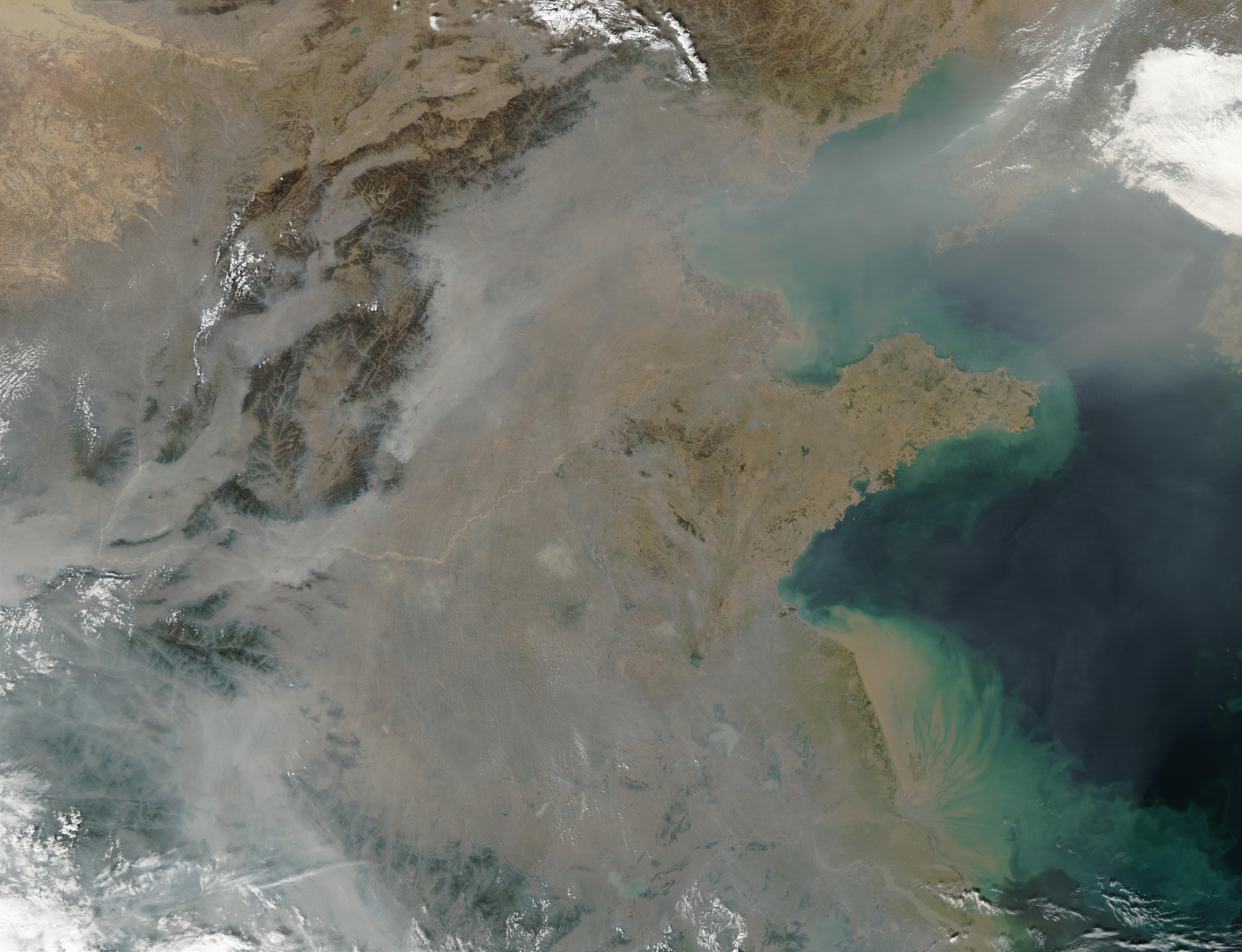
中華人民共和國空氣污染被認為和近年來的大量燃煤有關

採煤對環境造成多種衝擊。露天煤礦讓土地無法再使用。洗煤廠所產生的酸性礦山排水可能滲入河流中，造成生態污染或人體健康的不良影響。
美國賓夕法尼亞州的森特勒利亞（Centralia）的地下礦坑火災自1962年以來持續焚燒至今超過40年，造成地下水蒸發，地層下陷。由於礦脈延伸了整個城鎮，使得地面經常出現裂縫冒出火苗。當地人口亦從極盛時期的2000人減少到2007年的9人。

## 煤矿之最
- 全世界单井口产量之最：山西省塔山矿，设计年产煤1500万吨，2009年实际产量1700万吨，正在进行年产2000万吨技术改造。新华社：全球最大单井口矿井首创千万吨新矿"验收当年达产"纪录，2009年11月13日
- 中国设计产煤最多的露天矿：准格尔煤田哈尔乌素露天煤矿，设计年产煤炭2000万吨。新华网：中国目前设计产能最大露天煤矿在内蒙古建成投产，2008年12月18日
- 亚洲最大的露天煤矿：抚顺西露天矿，长6.6公里，宽2.2公里，矿坑总面积10.87平方公里。

## 註解
1. ↑  .   [2008-03-15]. （原始内容存档于2008-12-11）.
2. 1 2  .   [2008-03-15]. （原始内容存档于2006-10-07）.
3. 1 2 3 4 5  .   [2008-03-15]. （原始内容存档于2009-05-18）.
4. ↑  Historical Overview Of The Midlothian Coal Mining Company Tract, Chesterfield County, Virginia 的存檔，存档日期2007-04-19., Martha W. McCartney, December, 1989
5. ↑  Barbara Freese. Coal: A Human History（2003）
6. ↑  Uranium Information Centre. Nuclear power in China （页面存档备份，存于）.
7. ↑  .   [2008-03-16]. （原始内容存档于2009-05-13）.
8. ↑  .   [2008-03-15]. （原始内容存档于2018-01-13）.
9. ↑  Couch, Stephen. Presentation at Eastern Section meeting of the National Association of Geoscience Teachers Archive.today的存檔，存档日期2007-09-27, June 2007

## 外部連結
- 世界煤炭协会（WCI） （页面存档备份，存于）
- 国家煤炭网